# أنجيلا كلارك (لاعبة كرة طائرة)
أنجيلا كلارك (بالإنجليزية: Angela Clarke)‏ (2 نوفمبر 1975 في أستراليا - ) هي لاعبة كرة طائرة أستراليا. شاركت في الألعاب الأولمبية الصيفية 2000.

## وصلات خارجية
- أنجيلا كلارك على موقع الاتحاد الدولي beach volleyball database (الإنجليزية)
- أنجيلا كلارك على موقع قاعدة بيانات الكرة الطائرة الشاطئية (الإنجليزية)
- أنجيلا كلارك على موقع اللجنة الأولمبية الدولية (الإنجليزية)
- أنجيلا كلارك على موقع أوليمبيديا (الإنجليزية)
- أنجيلا كلارك على موقع اللجنة الأولمبية الأسترالية (الإنجليزية)